# Isabel Bunch de Cortés
Isabel Bunch de Cortés (Pacho, 24 d'abril de 1845-mar, 1921) va ser una escriptora, poeta i traductora colombiana. Va escriure sota el pseudònim de "Belisa". Va morir a alta mar quan viatjava a Londres de visita a la seva família.

## Biografia
Va néixer a Pacho, Cundinamarca, el 24 d'abril de 1845. Gran coneixedora de la literatura anglesa i francesa, va publicar la seva poesia a El Iris i a La Patria.
El seu pare va ser el banquer anglès Robert Henry Bunch Woddside, amic personal de Simón Bolívar. La seva mare va ser Dolores Mutis Amaya, reneboda de José Celestino Mutis.
La biblioteca pública infantil de Pacho, la seva ciutat natal, du el seu nom en el seu honor.